# Hans von Ohain
Hans Joachim Pabst von Ohain (Dessau, 14 de dezembro de 1911 — Melbourne, 13 de março de 1998) foi um engenheiro alemão naturalizado estadunidense.
Foi um dos inventores do motor a jato.
Frank Whittle, com patente em 1930 no Reino Unido, e Hans von Ohain, com patente em 1936 na Alemanha, desenvolveram o conceito independentemente durante a década de 1930. Embora o crédito para o primeiro motor a jato executado com sucesso seja dado a Whittle, o projeto de Ohain foi o primeiro a equipar um avião a jato, o primeiro protótipo do Heinkel He 178, em agosto de 1939. Embora nenhum destes projetos tenha entrado em produção, suas contribuições para o desenvolvimento do motor a jato na Alemanha são de valor inestimável. Após a Segunda Guerra Mundial Ohain e Whittle encontraram-se, tornando-se bons amigos.